# Абзац
Абза́ц (нім. Absatz, англ. Paragraph) — відрізок мовлення, тексту, що складається з одного чи кількох речень, пов'язаних між собою за змістом.

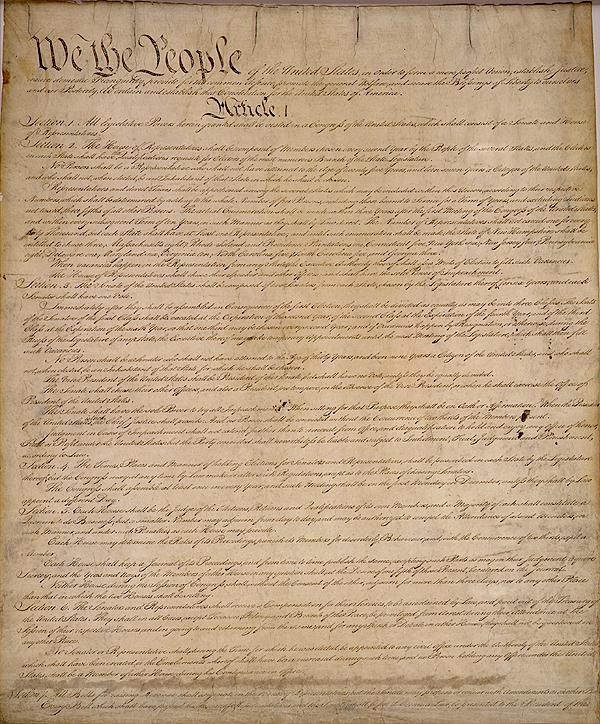
Абзаци з відступами, присутні в Конституції США

На письмі та під час друку допису для виділення абзацу його пишуть чи набирають з нового, і, як правило, закінчують неповним рядком. Здебільшого, перший рядок абзацу починають з відступом. У типографії та поліграфії поширене помилкове вживання слова «абзац» у значенні абзацного відступу.